# Benita Eisler
Benita Eisler (geboren als Benita Blitzer am 24. Juli 1937 in New York City) ist eine US-amerikanische Literaturkritikerin und Biografin.

## Leben
Benita Eisler ist eine Tochter des Morris Aaron Blitzer und der Frances Blitzer. Sie studierte am Smith College mit einem Bachelor-Abschluss im Jahr 1958 und erhielt 1961 einen M.A. an der Harvard University. Sie heiratete 1961 den Kunsthistoriker Colin Eisler, sie haben eine Tochter.
Eisler arbeitete als freiberufliche Kulturjournalistin und als Redakteurin beim Fernsehsender WNET. An der Princeton University nahm sie Lehraufträge für die Literatur des 19. und 20. Jahrhunderts wahr. Eisler verfasste mehrere Biografien. 

## Schriften (Auswahl)
- (Hrsg.): The Lowell Offering: Writings by New England Mill Women (1840–1845). Philadelphia, N.Y. : Lippincott, 1977
- Class act: America's Last Dirty Secret. New York : Watts, 1983
- Private Lives: Men and Women of the Fifties. New York : Watts, 1986
- O'Keeffe and Stieglitz: An American Romance.  New York : Doubleday, 1991
- Byron: Child Of Passion, Fool Of Fame. New York : Alfred A. Knopf, 1999
  - Byron : der Held im Kostüm. Übersetzung Maria Mill. München : Blessing, 1999
- Chopin's Funeral. New York : Vintage Books, 2004
  - Ein Requiem für Frédéric Chopin. Übersetzung Henning Thies. München : Blessing, 2003
- Naked in the Marketplace: The Lives of George Sand. New York, NY : Counterpoint, 2004
- The Red Man's Bones: George Catlin, Artist and Showman. New York, NY : W.W. Norton & Company, 2013